# Język ao

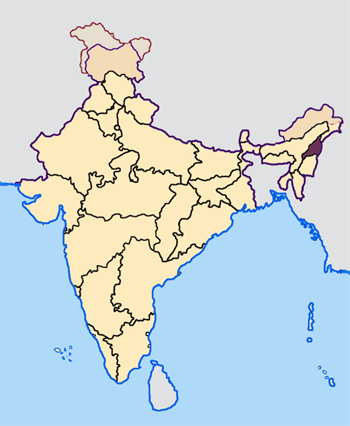
Lokalizacja Nagalandu

Język ao, ao naga – język tybeto-birmański używany przez lud Ao  w indyjskim stanie Nagaland. Dzieli się na kilka dialektów: czugli (60%), mongsen, czangki. Dialekt czungli z wsi Molungyimsen jest uważany za prestiżowy i używany w piśmie. Czungli i mongsen są niemal wzajemnie niezrozumiałe, ale wielu użytkowników dialektu mongsen zna również czungli.